# Skender Kulenović
Skender Kulenović (Bosanski Petrovac, 2. rujna 1910. – Beograd, 25. siječnja 1978.), bosanskohercegovački književnik i akademik, iz aristokratske obitelji Kulenovića

## Životopis
Skender Kulenović rođen je 2. rujna 1910. godine u Bosanskom Petrovcu, gdje je završio osnovnu školu. Nakon naglog osiromašenja obitelji (agrarna reforma 1920.) prelazi u majčino rodno mjesto Travnik gdje od 1921. do 1930. godine kao vanjski učenik pohađa Jezuitsku gimnaziju. U trećem razredu gimnazije javio se prvim književnim radom (soneti Ocvale primule u gimnazijskom listu Hrvatskoj vili). Od 1930. godine studira pravo na zagrebačkom sveučilištu. Godine 1933. postaje član SKOJ-a, a 1935. KPJ. Surađuje u brojnim listovima i časopisima, a 1937. godine mladim intelektualcima iz Bosne Hasanom Kikićem i Safetom Krupićem pokreće u Zagrebu muslimanski časopis Putokaz.
Godine 1941. stupa u Prvi partizanski odred Bosanske krajine. Član AVNOJ-a i ZAVNOBiH-a, Kulenović u ratu piše poeme, uređuje listove "Krajiški partizan", "Bosanski udarnik", "Glas" i "Oslobođenje". Od 1945. do 1947. obavlja funkciju direktora drame Narodnog pozorišta u Sarajevu, uređuje "Novo doba", "Pregled", "Književne novine" i "Novu misao". Od 1950. do 1953. sekretar je Narodne skupštine FNRJ, a poslije zabrane "Nove misli" kažnjen je i postavljen za korektora u "Borbi". Godine 1955. prelazi u Mostar na mjesto dramaturga Narodnog pozorišta. Jedno vrijeme je i urednik u beogradskoj "Prosveti".
Za boravka u Beogradu oženio se Srpkinjom Verom Crvenčanin s kojom je imao sina Vuka, kojega su nazivali Vučko.
Umro je 25. siječnja 1978. godine u Beogradu.

## Djela
- Stojanka majka Knežopoljka, poema, 1945.,
- komedije (Djelidba, Večera, A šta sad?), 1947.,
- "Ševa", poema, 1952.,
- Soneti, 1968.,
- Divanhana, pripovijetke, 1972.,
- Gromovo đule, priče za djecu, 1975.,
- Šarenka, priče za djecu, 1975.,
- Ponornica, roman, 1977.

## Nagrade
Dobitnik je brojnih nagrada i priznanja, između ostalih Dvadesetsedmojulske nagrade SRBiH (1971.) i nagrade AVNOJ-a (1972.). Bio je član SANU, ANUBiH i JAZU.